# CYP2B6
El citocromo P450 2B6 (CYP2B6) es una enzima perteneciente al grupo de proteínas del citocromo P450.

## Función
CYP2B6, junto con CYP2A6, se encuentran implicadas en el metabolismo de la nicotina y de otros compuestos exógenos, entre los que cabe destacar el efavirenz, un fármaco utilizado para el tratamiento del VIH. También se ha relacionado con el metabolismo de la metadona, un agonista de receptores µ de opioides que se administra principalmente en tratamientos específicos para deshabituación de drogas como la heroína. Otros sustratos del CYP2B6 son el bupropion, la ciclofosfamida y la ifosfamida. Asimismo, se han descrito varios fármacos que actúan como modificadores de la función metabolizadora de esta enzima, destacando el fenobarbital y la rifampicina como inductores, y la tiotepa, el clopidogrel, la ticlopidina y el cloranfenicol como inhibidores.

## Polimorfismos
Desde el punto de vista de la farmacogenética, se han descrito varios polimorfismos genéticos en el gen que codifica esta enzima. Algunos de ellos, como el cambio de una guanina por una timina en la posición 516 (G516T) descrito en población caucásica, parecen estar relacionados con la necesidad de dosis menores de efavirenz en pacientes con VIH, ya que la enzima tiene menor actividad y mantiene los niveles del fármaco en el plasma durante más tiempo.
Otros polimorfismos genéticos también se han relacionado con modificaciones en las concentraciones plasmáticas de efavirenz. La presencia de una citosina en lugar de una timina en la posición 983 (T983C) que implica el cambio de una isoleucina por una treonina en la posición 328 de la proteína (Ile328Thr), se ha descrito en población negra como un alelo nulo que afecta a la cantidad de este fármaco en sangre.